# Cangjie (linguagem de programação)
Cangjie é uma linguagem de programação desenvolvida pela Huawei desde 2019 com primeiro preview lançado em 2024 na Huawei Developers Conference